# Aragarças (gemeente)
Aragarças is een gemeente in de Braziliaanse deelstaat Goiás gelegen aan de bovenloop van de Araguaia. De gemeente telt 17.883 inwoners (schatting 2009). De plaats ligt aan de rivier de Araguaia met aan de overzijde de stad Barra do Garças.

## Aangrenzende gemeenten
De gemeente grenst aan Baliza, Bom Jardim de Goiás, Montes Claros de Goiás, Barra do Garças (MT) en Pontal do Araguaia (MT).

## Verkeer en vervoer
De plaats ligt aan de radiale snelweg BR-070 tussen Brasilia en Cáceres. Daarnaast ligt ze aan de wegen BR-158 en GO-194.